# Хэкстол, Дэйв
Дэвид «Дэйв» Хэкстол (англ. David Hakstol; 30 июля 1968, Дрейтон-Валли, Альберта) — канадский профессиональный хоккеист, выступавший на позиции защитника, и тренер.

## Ранние годы и игровая карьера
Хэкстол родился и вырос в сельской семье и был младшим из трёх детей семейства. Его отец являлся фермером, а также работал на близлежащих нефтяных месторождениях, в то время как мать была учителем. Первоначально обучаться хоккею Дэвид начал в своём родном городе, однако затем перебрался в более крупный Камроз. По окончании школы Хэкстол хотел поступать в университет Альберты и выступать параллельно за студенческие команды, но в 1986 году получил предложение начать профессиональную карьеру в клубе из города Ред-Дир в юниорской хоккейной лиге Альберты. В 1989 году Дэвид вместе с одноклубником Диксоном Уордом, в будущем игроком НХЛ, получил приглашение от студенческой команды университета Северной Дакоты, в которой спустя всего два года стал капитаном.
Из-за участия в играх за команду колледжа в хоккейной лиги Альберты срок разрешённого правилами выступления Хэкстола в NCAA завершился до официального окончания университета, и он принял решение о переходе в профессиональный клуб «Индианаполис Айс». Спустя три года Дэвид перешёл в свежесозданную команду «Миннесота Мус», где в декабре 1995 года получил травму колена, осложнённую разрывом сухожилий, что вынудило Хэкстола завершить карьеру игрока.

## Тренерская карьера
Во время реабилитационного периода в 1996 году Хэкстол приступил к работе ассистентом главного тренера «Миннесота Мус», а также параллельно получил степень бакалавра делового администрирования (англ. Bachelor of Business Administration) в университете Северной Дакоты. В планах Дэвид по-прежнему рассматривал варианты продолжения игровой карьеры в европейских лигах, однако получил предложение от нового руководителя хоккейной лиги США Джино Гаспарини возглавить в качестве тренера «Су-Сити Маскетирс». Хэкстол подписал контракт и с октября 1996 года приступил к работе, тем не менее результаты первого сезона были разочаровывающими: команда уступила в 43 матчах из 54 встреч и заняла последнее место в лиге. Однако положение удалось стабилизировать, и уже в следующем сезоне Дэвид получил приз лучшему тренеру лиги по итогам сезона, а также три года подряд выводил клуб в стадию плей-офф.
Летом 2000 года Хэкстол принял решение о возвращении в хоккейную команды своей альма-матер в качестве ассистента главного тренера Дина Блэйса, где проработал четыре сезона как ответственный за скаутинг и привлечение новых игроков. В 2004 году Блэйс вошёл в тренерский штаб «Коламбус Блю Джекетс», а Хэкстол был утверждён главным тренером университетской команды. В своём первом сезоне у руля «Файтинг Хокс» он сумел пробиться в плей-офф NCAA и дойти до финала, где его подопечные уступили Денверскому университету 1:4. Дэвид возглавлял «Файтинг Хокс» в течение 11 сезонов и в семи из них доходил до полуфинала плей-офф (чаще чем любой иной клуб в тот же период), трижды приводил клуб к победе в регулярном чемпионате и четырежды — в конференции. За это время под его руководством в студенческой лиге успели поиграть такие игроки как Джонатан Тэйвз, Ти Джей Оши, Трэвис Зэйджек и Мэтт Грин. К 2015 году Хэкстол стал вторым по общему количеству побед тренером в истории команды.
18 мая 2015 года было объявлено о назначении Дэвида главным тренером клуба НХЛ «Филадельфия Флайерз». Генеральный менеджер команды Рон Хекстолл был хорошо осведомлён о деятельности Хэкстола в «Файтинг Хокс», поскольку в этой команде успел поиграть в том числе и сын Хекстолла Бретт, и потому решился назначить Дэвида сразу главным тренером клуба, что стало третьим в истории случаем прямого перехода главного тренера из студенческой команды непосредственно в НХЛ. В первом своём сезоне 2015/2016 ему удалось вывести команду в плей-офф через уайлд-кард, где в первом же раунде «Флайерз» уступили в серии «Вашингтон Кэпиталз» 2:4. В следующем сезоне команда заняла лишь 11-е место в конференции, не пробившись в финальную часть розыгрыша кубка Стэнли, за что Хэкстол был подвергнут критике со стороны болельщиков и хоккейной прессы: в частности недовольство вызвала слабая игра в меньшинстве и непоследовательная политика по использованию молодых игроков. В мае 2017 года Хэкстол был задействован в тренерском штабе сборной Канады, как ассистент Джона Купера, для участия в чемпионате мира 2017 года, где вместе с командой завоевал серебряные медали первенства.

## Статистика
| Легенда | Легенда                    | Легенда | Легенда                   | Легенда | Легенда    |
| ------- | -------------------------- | ------- | ------------------------- | ------- | ---------- |
| И       | Количество проведённых игр | Штр     | Штрафное время            | +/−     | Плюс-минус |
| Г       | Голы                       | П       | Голевые передачи          | О       | Очки       |
| -       | Статистика неизвестна      | —       | Статистика не учитывалась |         |            |